# Jonathan Rosenbaum (critique)
Pour les articles homonymes, voir Jonathan Rosenbaum et Rosenbaum.
Jonathan Rosenbaum est un  critique de cinéma américain né le 27 février 1943. 
Rosenbaum était le principal critique de cinéma au Chicago Reader de 1987 à 2008, à son départ à la retraite. Il a publié et dirigé de nombreux livres et a contribué aux plus célèbres revues de cinéma dont les Cahiers du cinéma, Trafic et Film Comment (en).
Le réalisateur Jean-Luc Godard a dit à son propos : « Je pense qu'il y a actuellement un très bon critique de cinéma aux États-Unis, un successeur de James Agee, il s'appelle Jonathan Rosenbaum. Il est parmi les meilleurs ; nous n'avons plus d'auteurs comme lui en France. Il est comme André Bazin. »

## Biographie
Jonathan Rosenbaum a grandi à Florence, Alabama où son grand-père possédait une petite chaîne de salles de cinéma. Il passa son enfance dans la Rosenbaum House conçue par Frank Lloyd Wright. Il a ensuite vécu à Paris, où il fut l'assistant de Jacques Tati et fit de la figuration dans Quatre Nuits d'un rêveur de Robert Bresson.
Il a créé un site internet, jonathanrosenbaum.net, sur lequel il archive ses différents écrits.